# Safari Rally 1973
De Safari Rally 1973, formeel 21st East African Safari Rally, was de 21e editie van de Safari rally en de vierde ronde van het wereldkampioenschap rally in 1973. Het was de 4e rally in het wereldkampioenschap rally die georganiseerd wordt door de Fédération Internationale de l'Automobile (FIA). De start en finish was in Nairobi.

## Programma
| Etappe | Datum                                    | Tijdcontroles | Competitieve afstand |
| ------ | ---------------------------------------- | ------------- | -------------------- |
| 1      | Donderdag 19 tot en met maandag 23 april | 56            | 5300,00 kilometer    |
|        |                                          |               |                      |
| Totaal | Totaal                                   | 56            | 5300,00 kilometer    |

## Resultaten
| Algemene top tien | Algemene top tien | Algemene top tien | Algemene top tien               | Algemene top tien | Algemene top tien | Algemene top tien |
| Pos.              | #                 | Rijder            | Auto                            | Gr/kl             | Tijd              | Eerste            |
| Pos.              | #                 | Navigator         | Inschrijving                    | Gr/kl             | Straftijd         | Vorige            |
| ----------------- | ----------------- | ----------------- | ------------------------------- | ----------------- | ----------------- | ----------------- |
| 1.                | 1                 | Shekhar Mehta     | Datsun 240Z                     | 4/3               | 6:46:00           | 0:00              |
| 1.                | 1                 | Lofty Drews       | Nissan Motors                   | 4/3               | 6:46:00           | =                 |
| 2.                | 9                 | Harry Källström   | Datsun 1800 SSS                 | 2/3               | 6:46:00           | + 0:00            |
| 2.                | 9                 | Claes Billstam    | Nissan Motors                   | 2/3               | 6:46:00           | =                 |
| 3.                | 7                 | Ove Andersson     | Peugeot 504 TI                  | 2/3               | 8:47:00           | + 2:01:00         |
| 3.                | 7                 | Jean Todt         | Marshalls East Africa Ltd.      | 2/3               | 8:47:00           | + 2:01:00         |
| 4.                | 19                | Tony Fall         | Datsun 1800 SSS                 | 2/3               | 9:14:00           | + 2:28:00         |
| 4.                | 19                | Mike Wood         | Nissan Motors                   | 2/3               | 9:14:00           | + 27:00           |
| 5.                | 28                | Peter Huth        | Peugeot 504                     | 2/3               | 12:07:00          | + 5:21:00         |
| 5.                | 28                | John McConnell    | Marshalls East Africa Ltd.      | 2/3               | 12:07:00          | + 2:53:00         |
| 6.                | 17                | Hugh Lionnet      | Peugeot 504 TI                  | 2/3               | 13:10:00          | + 6:24:00         |
| 6.                | 17                | Philip Rea Hechle | Marshalls East Africa Ltd.      | 2/3               | 13:10:00          | + 1:03:00         |
| 7.                | 20                | Satwant Singh     | Mitsubishi Colt Galant          | 2/3               | 14:03:00          | + 7:17:00         |
| 7.                | 20                | John Mitchell     | Satwant Singh                   | 2/3               | 14:03:00          | + 53:00           |
| 8.                | 23                | Robin Ulyate      | Fiat 125 S                      | 2/2               | 14:34:00          | + 7:48:00         |
| 8.                | 23                | Ivan Smith        | Robin Ulyate                    | 2/2               | 14:34:00          | + 31:00           |
| 9.                | 27                | Mike Kirkland     | Datsun 1600 SSS                 | 2/3               | 14:37:00          | + 7:51:00         |
| 9.                | 27                | Bruce Field       | Mike Kirkland                   | 2/3               | 14:37:00          | + 3:00            |
| 10.               | 44                | Jim Noon          | Datsun 1600 SSS                 | 2/3               | 15:05:00          | + 8:19:00         |
| 10.               | 44                | Roger Barnard     | Jim Noon                        | 2/3               | 15:05:00          | + 28:00           |
| DNF top tien      |                   |                   |                                 |                   |                   |                   |
| Pos.              | #                 | Rijder            | Auto                            | Gr/kl             | TC                | Reden             |
| Pos.              | #                 | Navigator         | Inschrijving                    | Gr/kl             | TC                | Reden             |
| DNF               | 2                 | Roger Clark       | Ford Escort RS1600              | 2/3               | n.b.              | Dynamo            |
| DNF               | 2                 | Jim Porter        | Ford Motor Co Ltd.              | 2/3               | n.b.              | Dynamo            |
| DNF               | 4                 | Hannu Mikkola     | Ford Escort RS1600              | 2/3               | n.b.              | Stuurinrichting   |
| DNF               | 4                 | John Davenport    | Ford Motor Co Ltd.              | 2/3               | n.b.              | Stuurinrichting   |
| DNF               | 5                 | Sobiesław Zasada  | Porsche 911 Carrera RS 2.7      | 4/3               | n.b.              | Versnellingsbak   |
| DNF               | 5                 | Marian Bień       | Porsche System Engineering Ltd. | 4/3               | n.b.              | Versnellingsbak   |
| DNF               | 6                 | Rauno Aaltonen    | Datsun 240Z                     | 4/3               | n.b.              | Ongeluk           |
| DNF               | 6                 | Paul Easter       | Nissan Motors                   | 4/3               | n.b.              | Ongeluk           |
| DNF               | 8                 | Bert Shankland    | Peugeot 504 TI                  | 2/3               | n.b.              | Ongeluk           |
| DNF               | 8                 | Chris Bates       | Marshalls East Africa Ltd.      | 2/3               | n.b.              | Ongeluk           |
| DNF               | 10                | Björn Waldegård   | Porsche 911 Carrera RS 2.7      | 4/3               | n.b.              | Motor             |
| DNF               | 10                | Hans Thorszelius  | Porsche System Engineering Ltd. | 4/3               | n.b.              | Motor             |
| DNF               | 11                | Edgar Herrmann    | Datsun 240Z                     | 4/3               | n.b.              | Koppakking        |
| DNF               | 11                | Hans Schüller     | Nissan Motors                   | 4/3               | n.b.              | Koppakking        |
| EX                | 14                | Pierre Parsons    | Peugeot 504 TI                  | 2/3               | n.b.              | Uitgesloten       |
| EX                | 14                | Jim Cowper        | Marshalls East Africa Ltd.      | 2/3               | n.b.              | Uitgesloten       |
| DNF               | 16                | Timo Mäkinen      | Ford Escort RS1600              | 2/3               | n.b.              | Ongeluk           |
| DNF               | 16                | Henry Liddon      | Ford Motor Co Ltd.              | 2/3               | n.b.              | Ongeluk           |
| DNF               | 22                | Jack Simonian     | Alfa Romeo 1750 GTV             | n.b.              | n.b.              | Elektrisch        |
| DNF               | 22                | Mike Doughty      | Jack Simonian                   | n.b.              | n.b.              | Elektrisch        |

- Noot: Tijd is niet de algehele eindtijd die over de route is gedaan, maar is eerder opgebouwd uit straftijd verzamelt bij de tijdcontroles.

## Kampioenschap standen

#### Constructeurs
|   | Pos. | Constructeur   | Pnt. |
| - | ---- | -------------- | ---- |
| = | 1    | Alpine Renault | 52   |
| = | 2    | Fiat           | 25   |
| 9 | 3    | Datsun         | 22   |
| 1 | 4    | Saab           | 20   |
| 1 | 5    | Lancia         | 13   |

- Noot: Enkel de top 5-posities worden in de stand weergegeven.